# Guillaume Bucanus
Guillaume Bucanus, auch Guillaume Du Buc (* unbekannt in Rouen; † 15. August 1603 in Lausanne), war ein französisch-schweizerischer evangelischer Geistlicher und Hochschullehrer.

## Leben

### Familie
Guillaume Bucanus wurde im französischen Rouen geboren.
Er war mit Susanne Catherine (geb. Vuargnier) verheiratet.

### Werdegang
Guillaume Bucanus wurde 1564 Regens der Sekunda am Kollegium von Lausanne und war von 1568 bis 1571 Diakon und von 1571 bis 1591 Pfarrer in Yverdon.
1591 wurde er zum Theologieprofessor an der Lausanner Akademie ernannt und war bis zu seinem Tod, neben seinem Pfarramt, in diesem Lehramt tätig; in dieser Zeit war er 1595 und 1597 Rektor der Akademie und von 1597 bis 1603 Dekan des Kapitels von Lausanne.
Kurz vor seinem Tod wurde er noch als Professor an die Akademie von Saumur in Frankreich berufen, verstarb jedoch, bevor er das Amt antreten konnte.

### Berufliches und Geistliches Wirken
Guillaume Bucanus war einer der ersten Vertreter der Lehren von Johannes Calvin.
Er wurde 1588 vom Kapitel in Yverdon an die Synode nach Bern gesandt, wo er sich gegen Claude Auberys (1545–1596) mystische Auffassung von Rechtfertigung und Heiligung wandte.
Sein Hauptwerk Institutiones theologicae, das er 1602 in Genf veröffentlichte, war eines der ersten reformierten Handbücher der dogmatischen Theologie und erfuhr von 1601 bis 1612 zahlreiche Neuauflagen. Er verfasste auch Ecclesiastes, ein Handbuch der Predigtkunst, einige 1602 publizierte akademische Erörterungen und die 1604 erschienenen Vingt-quatre homélies ... sur l’oraison dominicale, in der er 24 Predigten über das Vaterunser veröffentlichte, das in verschiedenen Sprachen erschien.

## Schriften (Auswahl)
- Institutiones theologicae. Bern 1602.
- XXIIII. predicatien over het ghebedt des Heeren. Leiden 1605.
- Ecclesiastes Sev De Formandis Sacris. Genf 1608.
- Grondighe. Amsterdam 1627.